# شمعيات
الشمعيات (الاسم العلمي: Myricaceae)، فصيلة أشجار وشجيرات من رتبة البلوطيات.